# Ромелашвили, Давид Захарьевич
Давид Захарьевич Ромелашвили (15 ноября 1915, Цинамдзгврианткари, Мцхета-Мтианети — 1976) — советский грузинский хозяйственный, государственный и политический деятель.

## Биография
Родился в 1915 году в селении Цинамдзгврианткари. Член ВКП(б) с 1939 года.
С 1938 года — на хозяйственной, общественной и политической работе. В 1938—1975 гг. — секретарь Орджоникидзевского районного комитета ЛКСМ Грузии, секретарь Тбилисского городского комитета ЛКСМ Грузии по пропаганде и агитации, заведующий Отделом крестьянской молодёжи ЦК ЛКСМ Грузии, помощник начальника Политического отдела Народного комиссариата земледелия Грузинской ССР, в РККА, 2-й секретарь ЦК ЛКСМ Грузии, 1-й секретарь Горийского городского комитета КП Грузии, 2-й секретарь ЦК КП Грузии, 1-й заместитель министра совхозов, заместитель министра сельского хозяйства Грузинской ССР, управляющий трестом «Самтрест» (1958—1961), министр пищевой промышленности Грузинской ССР, заведующий отделом планирования министерства сельского хозяйства Грузинской ССР, председатель Мцхетского райисполкома.
Избирался депутатом Верховного Совета СССР 4-го созыва.
Умер в 1976 году.

## Награды
- Орден Отечественной войны II степени (08.08.1944)
- Орден Трудового Красного Знамени (28.10.1948)
- Орден Красной Звезды (31.12.1943)